# Простирадло

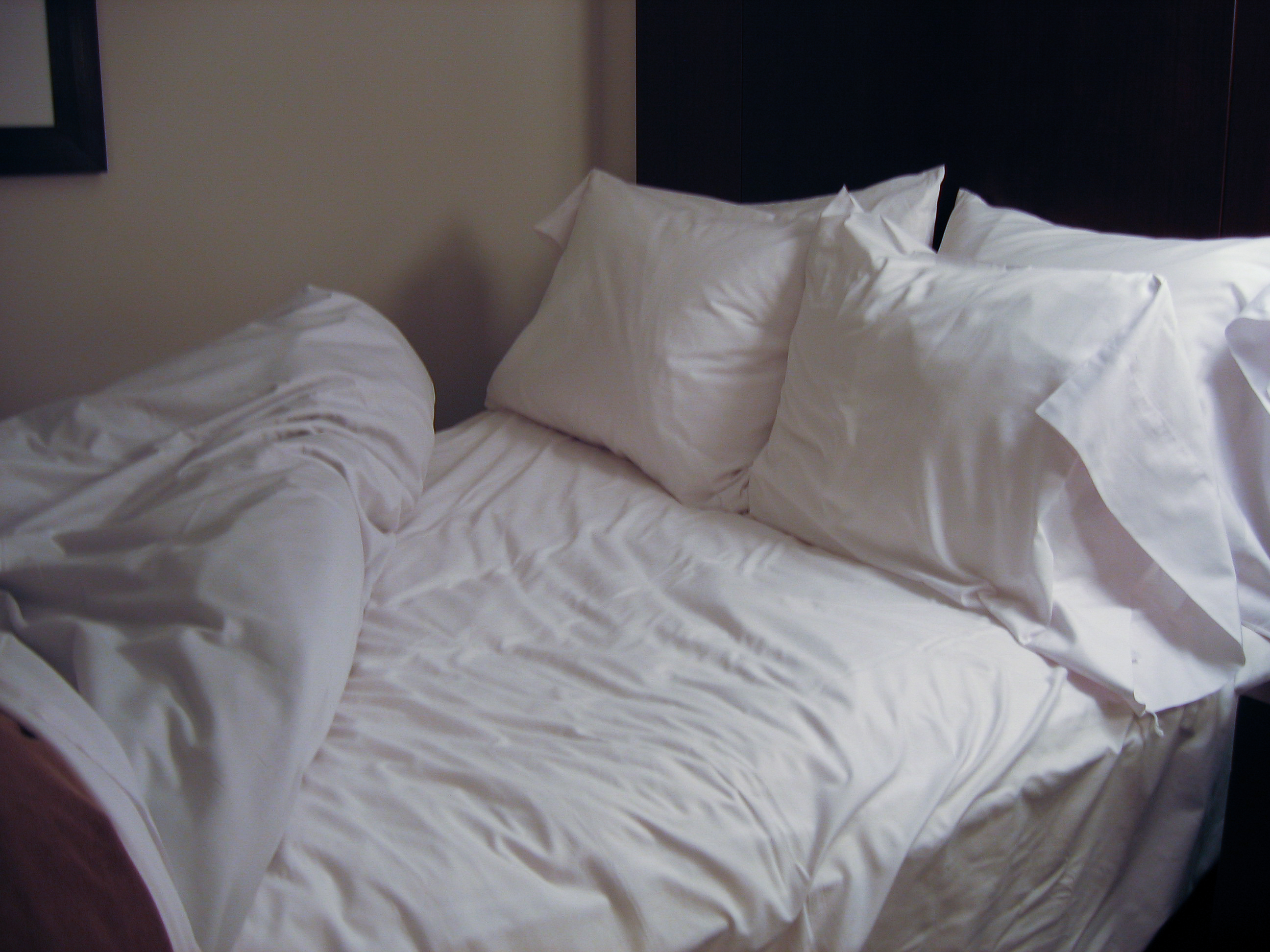
Простирало й подушки на ліжку в готелі

Простира́дло, простира́ло, також про́стиня́ — шмат тканини, що використовується для покривання матраца.

## Етимологія
Слово «простирадло» — запозичення з пол. prześcieradło, що сходить до західного прасл. *prostěradlo. При запозиченні воно зазнало впливу питомо українського «простирало», що, в свою чергу, походить від д.-рус. простирало («місце для розстилання»; «сушильня»), а далі від східного і південного прасл. *prostira(d)lo. Варіант «простиня» виник з д.-рус. *простирѧ внаслідок звукового розподібнення. Усі три слова пов'язані з прасл. *prostěrati/*prostirati («простирати»).

## Загальний опис
Простирадла бувають плоскими або з оторочкою. Плоске простирадло є прямокутним шматом тканини, який просто кладуть на матрац. Простирадло з оторочкою, на відміну від плоского, за допомогою оторочки надійно фіксується за краї матраца, запобігаючи зминанню або сповзанню простирала.
Простирадла, як і ліжка, бувають односпальними, двоспальними і полуторними.
Найпоширеніший колір простирадел — білий, проте використовуються також і інші кольори (чисті або в комбінації з малюнками). Найуживаніші матеріали, з яких виготовляються простирадла: бавовна, льон, шовк.
Пелюшка — невеличке простиральце, в яке загортають немовлят.